# Subhadra Kumari Chauhan
Subhadra Kumari Chauhan (Prayagraj, 16 de agosto de 1904- Seoni, 15 de febrero de 1948) fue una poetisa india. Uno de sus poemas más populares es Jhansi ki Rani (sobre la valiente Reina de Jhansi).

## Biografía
Subhadra Chauhan nació en el pueblo de Nihalpur en el distrito de Prayagraj, Uttar Pradesh. Inicialmente estudió en la escuela para niñas Crosthwaite en Allahabad, donde era unos años mayor y amiga de Mahadevi Verma y aprobó el examen de egreso de secundaria en 1919. Se casó con Thakur Lakshman Singh Chauhan de Khandwa en 1919, cuando tenía dieciséis años, con quien tuvo cinco hijos. Después de la celebración del matrimonio, ese mismo año, se mudó a Jubbulpore (ahora Jabalpur), Provincias Centrales del Raj británico.
En 1921, Subhadra Kumari Chauhan y su esposo se unieron al movimiento de no-cooperación de Mahatma Gandhi. Fue la primera mujer Satyagrahi en recibir una orden judicial de arresto en Nagpur y fue encarcelada dos veces por su participación en las protestas contra el gobierno británico en 1923 y 1942.
Fue miembro de la asamblea legislativa del estado (antiguas Provincias Centrales del Raj británico). Murió en 1948 en un accidente automovilístico cerca de Seoni, Madhya Pradesh. Iba de regreso a Jabalpur desde Nagpur, la entonces capital de las Provincias Centrales, después de asistir a la sesión de la asamblea.

### Carrera como escritora
Chauhan escribió de una serie de obras populares de poesía hindi. Su composición más famosa es Jhansi Ki Rani, un poema emotivo que describe la vida de Rani Lakshmi Bai. El poema es uno de los más recitados y cantados de la literatura hindi. Esta emocionante obra sobre la vida de la reina de Jhansi y su participación en la revolución de 1857, a menudo se enseña en las escuelas de la India. Una copla repetida al final de cada estrofa dice así:

बुंदेले हरबोलों के मुँह हमने सुनी कहानी थी,
 
खूब लड़ी मर्दानी वह तो झाँसी वाली रानी थी॥

Este y sus otros poemas, Jallianwala Bagh mein Vasant, Veeron Ka Kaisa Ho Basant, Rakhi Ki Chunauti y Vida, hablan abiertamente sobre el movimiento por la libertad. Se dice que inspiraron a un gran número de jóvenes indios a participar en el Movimiento por la Libertad de la India. A continuación está la estrofa de apertura de Jhansi ki Rani:

sinhasan hil uthe, rajavanshon ne bhrikuti tani thi,

boodhhe bharat mein bhi aayi, phir se nayi jawaani thi,

gumi hui azadI ki keemat sab ne pahachani thi,

door firangi ko karne ki sab ne mann mein thani thi.

chamak uthi san sattawan mein, woh talwaar puraani thi,

bundele harbolon ke munh ham ne sunI kahani thi,

khoob ladi mardani woh to jhansI wali rani thi.
The thrones shook and royalties scowled

Old India was re-invigorated with new youth

People realised the value of lost freedom

Everybody was determined to throw the foreigners out

The old sword glistened again in 1857

This story we heard from the mouths of Bundel bards

Like a man she fought, she was the Queen of Jhansi
Primera estrofa de Jhansi ki Rani con transliteración romana usando ITRANS y su traducción al inglés.

Subhadra Kumari Chauhan usó el dialecto Khariboli del hindi para sus obras, en un estilo sencillo y claro. Además de poemas heroicos, también escribió poemas para niños y algunos cuentos basados en la vida de la clase media.

## Legado
El ICGS Subhadra Kumari Chauhan, un barco de la Guardia Costera india, recibió su nombre en honor a la poetisa. El gobierno de Madhya Pradesh colocó una estatua de Subhadra Kumari Chauhan ante la oficina de la Corporación Municipal de Jabalpur.
El 6 de agosto de 1976, India Post lanzó un sello postal para conmemorarla.
El 16 de agosto de 2021, el motor de búsqueda Google conmemoró a Subhadra Kumari con un Doodle en su 117° aniversario de nacimiento. Google comentó: «La poesía de Chauhan sigue siendo un elemento básico en muchas aulas indias como símbolo del progreso histórico, alentando a las generaciones futuras a enfrentarse a la injusticia social y celebrar las palabras que dieron forma a la historia de una nación.»

## Obras

### Colecciones de poemas
- Kilonewala
- Tridhara
- Mukul (1930)
- Yeh Kadamb Ka Ped

Estas antologías contienen algunos de los poemas conocidos como Jhansi ki Raani, Veeron Ka Kaisa Ho Basant y Yeh Kadamb Ka Ped.
- Seedhe-Saade Chitra (1946)
- Mera naya Bachpan (1946)
- Bikhare Moti (1932)
- Jhansi ki Rani

### Cuentos cortos
- Hingvala (o Hingwala)